# Panzerfaust 3
Panzerfaust 3 (PzF 3) – współczesny niemiecki bezodrzutowy granatnik przeciwpancerny. 
Opracowany na przełomie lat 70. i 80. XX wieku, a produkowany przez niemiecką firmę Dynamit Nobel. Broń trafiła do służby w Bundeswehrze w 1992 roku, zastępując przestarzałe granatniki PzF 44. Mając dużą przebijalność pancerza wynoszącą (w zależności od wersji) od 400 do 900 mm, skutecznie zwalcza opancerzone wozy bojowe z odległości do 300–600 m.
Panzerfaust 3 jest bronią jednostrzałową, jednak po odpaleniu do dalszego użycia nadają się system celowniczy i mechanizm spustowy. Składa się z trzech głównych elementów: wyrzutni rurowej o kalibrze 60 mm, nadkalibrowego pocisku kumulacyjnego o średnicy 110 mm i celownika optycznego. Rura wyrzutni wykonana z tworzywa sztucznego wzmocnionego włóknem szklanym ma cylindryczną wkładkę aluminiową. 
Wystrzeliwany pocisk ma prędkość początkową 170 m/s. W odległości 10 m od wyrzutni uruchamiany jest silnik rakietowy, zwiększający prędkość pocisku do 250 m/s. Z broni można strzelać w pomieszczeniach zamkniętych dzięki oryginalnemu rozwiązaniu układu miotającego. Granatnik może być stosowany w wersji miny kierunkowej oraz jako zestaw przeciwpancerny z czterema wyrzutniami.